# Summer 82: When Zappa Came to Sicily
Summer 82: When Zappa Came to Sicily è un docufilm musicale del 2013 diretto da Salvo Cuccia.
Racconta, dal punto di vista dell'autore, lo storico ma disastroso concerto tenuto da Frank Zappa allo Stadio La Favorita di Palermo il 14 luglio 1982 ed il viaggio della famiglia Zappa alla scoperta delle origini siciliane dell'artista.
È stato presentato fuori concorso alla 70ª Mostra internazionale d'arte cinematografica di Venezia.